# Selo da Califórnia
O selo do estado da Califórnia é o selo oficial do estado da Califórnia, nos Estados Unidos.
Foi adotado na Convenção Constitucional da Califórnia de 1849 e posteriormente modificado em 1937. O selo representa a Atena (Minerva na mitologia grega), deusa grega e romana da sabedoria, um urso pardo (animal oficial do estado) e vários ramos de uva, representando a produção de vinho no estado. Igualmente encontra-se uma viga de cereais, representando a prática da agricultura, e um minerador, que representa a corrida do ouro na Califórnia, os barcos, que representam o poder econômico do estado. No fundo do selo, está representada a Baía de São Francisco ou o rio Sacramento. Há ainda a expressão Eureka, que é o lema oficial da Califórnia.

## Selos do governo da Califórnia

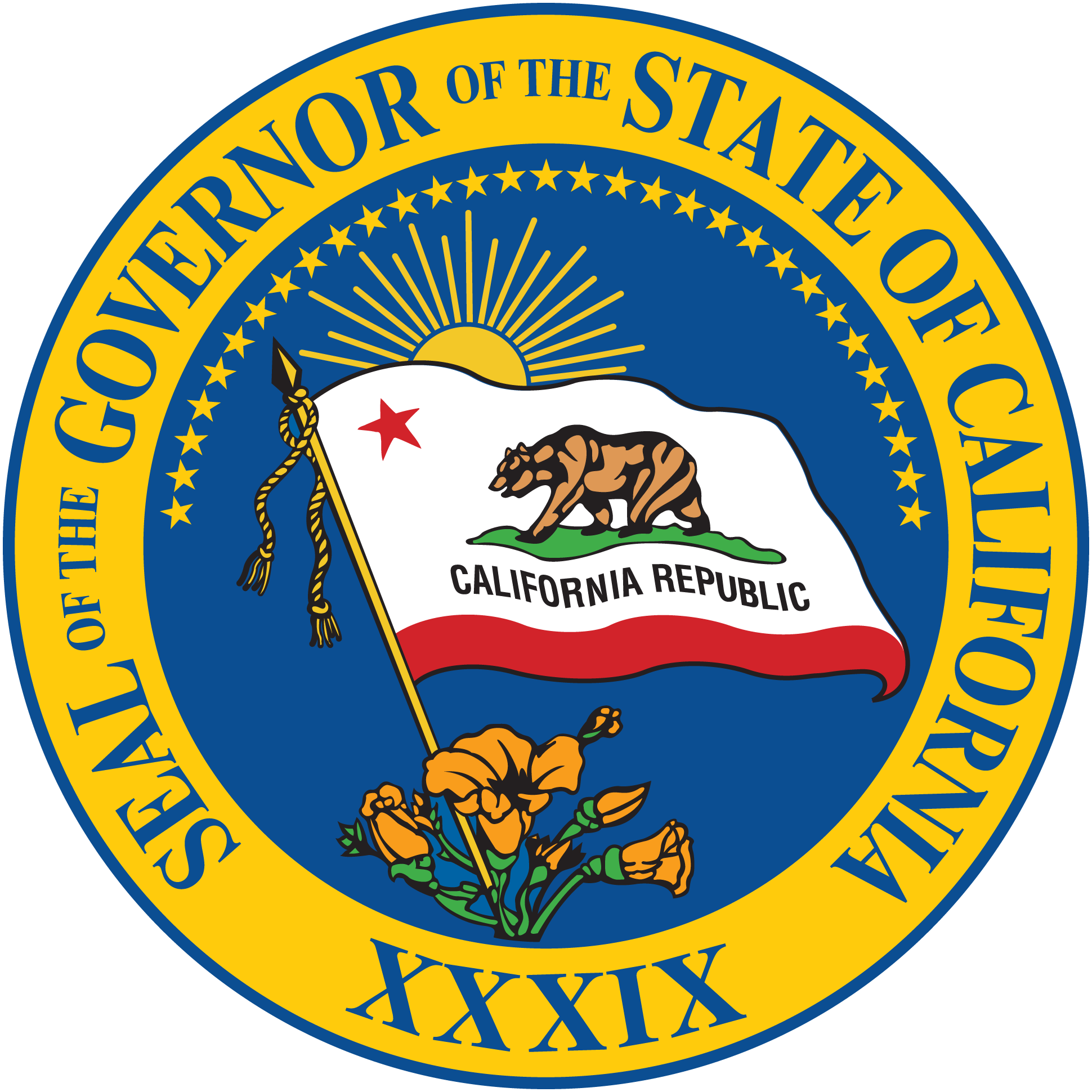
Selo do Governador da Califórnia
Selo da Assembleia Legislativa da Califórnia
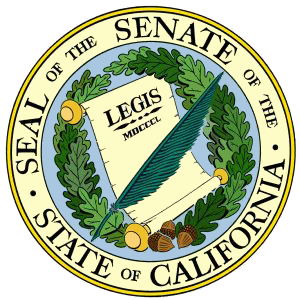
Selo do Senado da Califórnia
Selo do Controlador de Califórnia
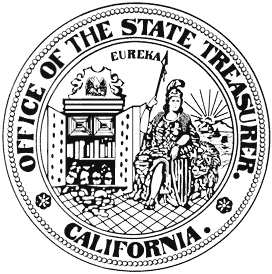
Selo do tesoureiro da Califórnia
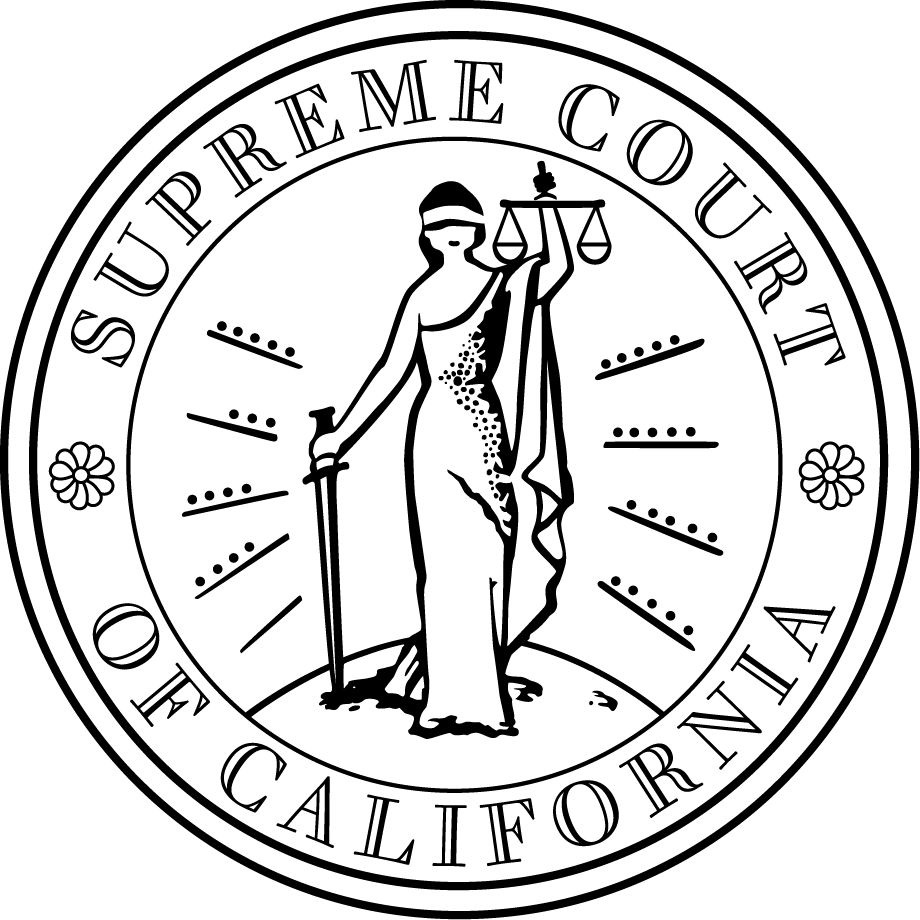
Selo da Suprema Corte da Califórnia
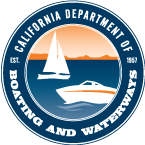
Selo do Departamento de Navegação e Vias Aquáticas da Califórnia
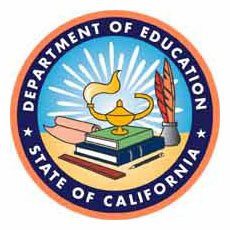
Selo do Departamento de Educação de Califórnia
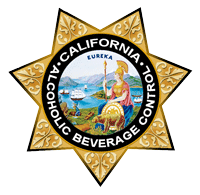
Selo da Junta de Controle de Bebidas Alcoólicas da Califórnia
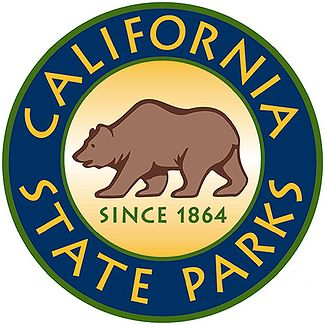
Selo do Departamento de Parques e Recreações da Califórnia